# Saint-Prosper
Saint-Prosper es un municipio canadiense situado en la provincia de Quebec.

## Superficie
Saint-Prosper tiene una superficie de 133,74 km².

## Demografía
En 2021, tenía 3596 habitantes, una densidad poblacional de 26,9 hab./km², y 1646 viviendas.